# Kalvsjön (Fivlereds socken, Västergötland)
Kalvsjön är en sjö i Falköpings kommun och Ulricehamns kommun i Västergötland och ingår i Ätrans huvudavrinningsområde. Sjön ligger mellan Lönern i söder och Yttern i norr. Sjöns utflöde rinner mot Lönern och gården Stuveryd, och passerar där en en blandlövhage med naturvärden. Hagen är klassad som artrik torr-frisk låglandsgräsmark och fuktäng med blåtåtel eller starr, sjö och strandvall. Ängen saknar naturskydd.